# 电影奖列表
本列表列出世界各地所舉辦的電影獎項（不含各國影評人協會電影獎）。
獎項分為四大類：評論家獎項，由一組評論家（通常每年一次）評選；電影節獎項，授予在特定電影節上放映的最佳電影的獎項；行業獎項，由在電影行業的某些部門工作的專業人員評選；和觀眾獎，由公眾投票決定。

## 电影奖列表
“國際競爭性電影節的三冠王”是坎城、威尼斯和柏林。

## 电影业内奖

### 美国
- 成人影片新聞獎

## 行業獎項

### 國際
- IDA（國際紀錄片協會）獎
- 位置經理協會獎
- 金牛座世界特技獎
- 韋比獎
- 世界電影配樂獎

## 特色電影獎項

### 特定類別影展
包含不同語言、不同觀眾取向的。
外語片
- 奥斯卡最佳國際影片獎（非英語）
- 英国电影学院奖最佳影片
- 金球獎最佳外語片

兒童片
- 國際兒童影展

動畫片
- 广岛国际动画影展[2]

### 具諷刺性电影奖列表
- 中國金掃帚獎
- 香港金话梅电影选举
- 美国金酸莓奖
- 日本報知蛇莓獎